# Brooklyn Nets
Brooklyn Nets – amerykański klub koszykarski, mający siedzibę w Nowym Jorku, w dzielnicy Brooklyn. Występują w Dywizji Atlantyckiej, Konferencji Wschodniej w National Basketball Association (NBA). Domowe spotkania Nets rozgrywają w Barclays Center.

## Historia
Początki zespołu sięgają sezonu 1967–1968, kiedy to drużyna ta występowała w lidze ABA. Początkowo nazywała się New Jersey Americans, w następnym sezonie zespół przeniósł się jednak do Nowego Jorku i zmienił nazwę na New York Nets (żeby się rymowała z Mets i Jets – drużynami odpowiednio: baseballową i footballową). W NBA drużyna zadebiutowała w sezonie 1976–1977 i – jak się okazało – był to jedyny sezon w którym grała w Nowym Jorku. W 1977 została bowiem ponownie przeniesiona do New Jersey. W dniu 11 maja 2010 roku rosyjski miliarder Michaił Prochorow nabył 80% udziałów New Jersey Nets oraz 45% udziałów w nowej arenie sportowej Barclays Center. 30 kwietnia 2012 roku Nets oficjalnie przeprowadzili się do Brooklynu, zmieniając przy tym nazwę z New Jersey Nets na Brooklyn Nets. Drużyna Nets dwukrotnie grała w finałach NBA. Po raz pierwszy zagrali w 2002 roku przegrali jednak z broniącymi tytułu Los Angeles Lakers. Rok później Nets kolejny raz dotarli do finału NBA, ale znów przegrali – tym razem musieli uznać wyższość San Antonio Spurs. Jak dotąd w klubie pracowało 23 trenerów, a mecze rozgrywane były w 8 różnych halach.
Mocarstwowe ambicje Nets zostały odłożone na bok. W sezonie 2022/2023 w zespole z Nowego Jorku znajdywali się Kevin Durant i Kyrie Irving, na ławce szkoleniowej zawiadywał drużyną Steve Nash. Władze Brooklyn Nets zbudowali zespół na nowo, w sezonie 2024/2025 drużynie z Nowego Jorku nie udało się awansować do play-in.

## Zawodnicy

### Kadra w sezonie 2020/21
Stan na 12 lutego 2022
| Nr | Poz. | Nar.              | Nazwisko i imię    | Data urodzenia | Wzrost | Masa ciała |
| -- | ---- | ----------------- | ------------------ | -------------- | ------ | ---------- |
| 21 | C    | Stany Zjednoczone | Aldridge, LaMarcus | 1985–07–19     | 211 cm | 113 kg     |
| 1  | SF   | Stany Zjednoczone | Brown, Bruce       | 1996–08–15     | 193 cm | 92 kg      |
| 0  | PG   | Stany Zjednoczone | Carter, Jevon      | 1995–09–14     | 185 cm | 91 kg      |
| 33 | C    | Stany Zjednoczone | Claxton, Nicolas   | 1999–04–17     | 211 cm | 98 kg      |
| 30 | SG   | Stany Zjednoczone | Curry, Seth        | 1990–08–23     | 188 cm | 84 kg      |
| 4  | C    | Stany Zjednoczone | Drummond, Andre    | 1993–08–10     | 208 cm | 127 kg     |
| 6  | PG   | Stany Zjednoczone | Duke, David        | 1999–10–13     | 193 cm | 92 kg      |
| 7  | PF   | Stany Zjednoczone | Durant, Kevin      | 1988–09–29     | 208 cm | 109 kg     |
| 14 | SF   | Stany Zjednoczone | Edwards, Kessler   | 2000–08–09     | 201 cm | 92 kg      |
| 2  | PF   | Stany Zjednoczone | Griffin, Blake     | 1989–03–16     | 206 cm | 113 kg     |
| 12 | SF   | Stany Zjednoczone | Harris, Joe        | 1991–09–07     | 198 cm | 100 kg     |
| 11 | PG   | Stany Zjednoczone | Irving, Kyrie      | 1992–03–23     | 188 cm | 88 kg      |
| 16 | PF   | Stany Zjednoczone | Johnson, James     | 1987–02–20     | 201 cm | 109 kg     |
| 8  | PG   | Australia         | Mills, Patty       | 1988–08–11     | 185 cm | 82 kg      |
| 20 | PF   | Stany Zjednoczone | Sharpe, Day’Ron    | 2001–11–06     | 206 cm | 120 kg     |
| 10 | PG   | Australia         | Simmons, Ben       | 1996–07–20     | 211 cm | 109 kg     |
| 24 | SG   | Stany Zjednoczone | Thomas, Cameron    | 2001–10–13     | 191 cm | 95 kg      |

Trener:  Steve Nash
 Asystenci: Ryan Forehan-Kelly • Adam Harrington • Royal Ivey • Brian Keefe • Jordan Ott • Tiago Splitter • David Vanterpool • Jacque Vaughn

### Prawa międzynarodowe
| Draft | Runda | Wybór | Zawodnik          | Poz. | Nar.              | Obecny zespół                           | Adnotacje                     | Przyp. |
| ----- | ----- | ----- | ----------------- | ---- | ----------------- | --------------------------------------- | ----------------------------- | ------ |
| 2017  | 2     | 57    | Sasha Vezenkov    | PF   | Bułgaria          | F. C. Barcelona Lassa (Hiszpania)       |                               |        |
| 2015  | 2     | 39    | Juan Pablo Vaulet | SF   | Argentyna         | Estudiantes de Bahía Blanca (Argentyna) | Pozyskany z Charlotte Hornets | [ 3 ]  |
| 2014  | 2     | 59    | Xavier Thames     | PG   | Stany Zjednoczone | Trikala Aries B.C. (Grecja)             | Pozyskany z Toronto Raptors   | [ 4 ]  |

## Trenerzy
| - Max Zaslofsky 1967–1969 - York Larese 1969–1970 - Lou Carnesecca 1970–1973 - Kevin Loughery 1973–1980 - Bob MacKinnon 1980 - Larry Brown 1981–1982 - Bill Blair 1982 - Stan Albeck 1983–1984 - Dave Wohl 1985–1987 - Bob MacKinnon 1987 |  | - Willis Reed 1987–1988 - Bill Fitch 1989–1991 - Chuck Daly 1992–1993 - Butch Beard 1994–1995 - John Callapari 1996–1998 - Don Casey 1998–1999 - Byron Scott 2000–2003 - Lawrence Frank 2003–2009 - Tom Barrise 2009 - Kiki Vandeweghe 2009 |  | - Avery Johnson 2010–2012 - P.J. Carlesimo 2012–2013 - Jason Kidd 2013–2014 - Lionel Hollins 2014–2016 - Tony Brown 2016 - Kenny Atkinson 2016–2020 - Jacque Vaughn 2020 - Steve Nash 2020–2022 - Jacque Vaughn 2022–2024 - Kevin Ollie od 2024 |

## Zastrzeżone numery

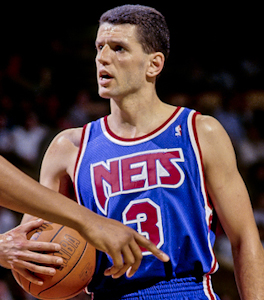
Dražen Petrović legenda europejskiej koszykówki i New Jersey Nets.

| Brooklyn Nets zastrzeżone numery |                 |         |           |
| Nr.                              | Imię i nazwisko | Pozycja | Lata gry  |
| 3                                | Dražen Petrović | SG      | 1990–1993 |
| 4                                | Wendell Ladner  | SF      | 1974–1975 |
| 5                                | Jason Kidd      | PG      | 2001–2008 |
| 23                               | John Williamson | SG      | 1973–1980 |
| 25                               | Bill Melchionni | PG      | 1969–1976 |
| 32                               | Julius Erving   | SF      | 1973–1976 |
| 52                               | Buck Williams   | PF      | 1981–1989 |

### Włączeni do Basketball Hall of Fame
| Członkowie Koszykarskiej Galerii Sław – Brooklyn Nets |                 |         |                 |            |
| Zawodnicy                                             |                 |         |                 |            |
| Nr                                                    | Nazwisko        | Pozycja | Okres Gry       | Rok wyboru |
| 24                                                    | Rick Barry      | F       | 1970–72*        | 1987       |
| 10                                                    | Nate Archibald  | G       | 1976–77         | 1991       |
| 32                                                    | Julius Erving   | F       | 1973–76*        | 1993       |
| 21                                                    | Bob McAdoo      | C       | 1981            | 2000       |
| 3                                                     | Dražen Petrović | G       | 1990–93         | 2002       |
| 34                                                    | Mel Daniels     | C       | 1976            | 2012       |
| 22 30                                                 | Bernard King    | F       | 1977–79 1992–93 | 2013       |
| 33                                                    | Alonzo Mourning | C       | 2003-04         | 2014       |
| Trenerzy                                              |                 |         |                 |            |
| Nr                                                    | Nazwisko        | Pozycja | Okres pracy     | Rok wyboru |
| –                                                     | Lou Carnesecca  | Trener  | 1970–73*        | 1992       |
| –                                                     | Chuck Daly      | Trener  | 1992–94         | 1994       |
| –                                                     | Larry Brown     | Trener  | 1981–83         | 2002       |

*Związany z zespołem podczas jego występów w lidze ABA.

## Areny
- Teaneck Armory (1967–1968)
- Long Island Arena (1968–1969)
- Island Garden (1969–1972)

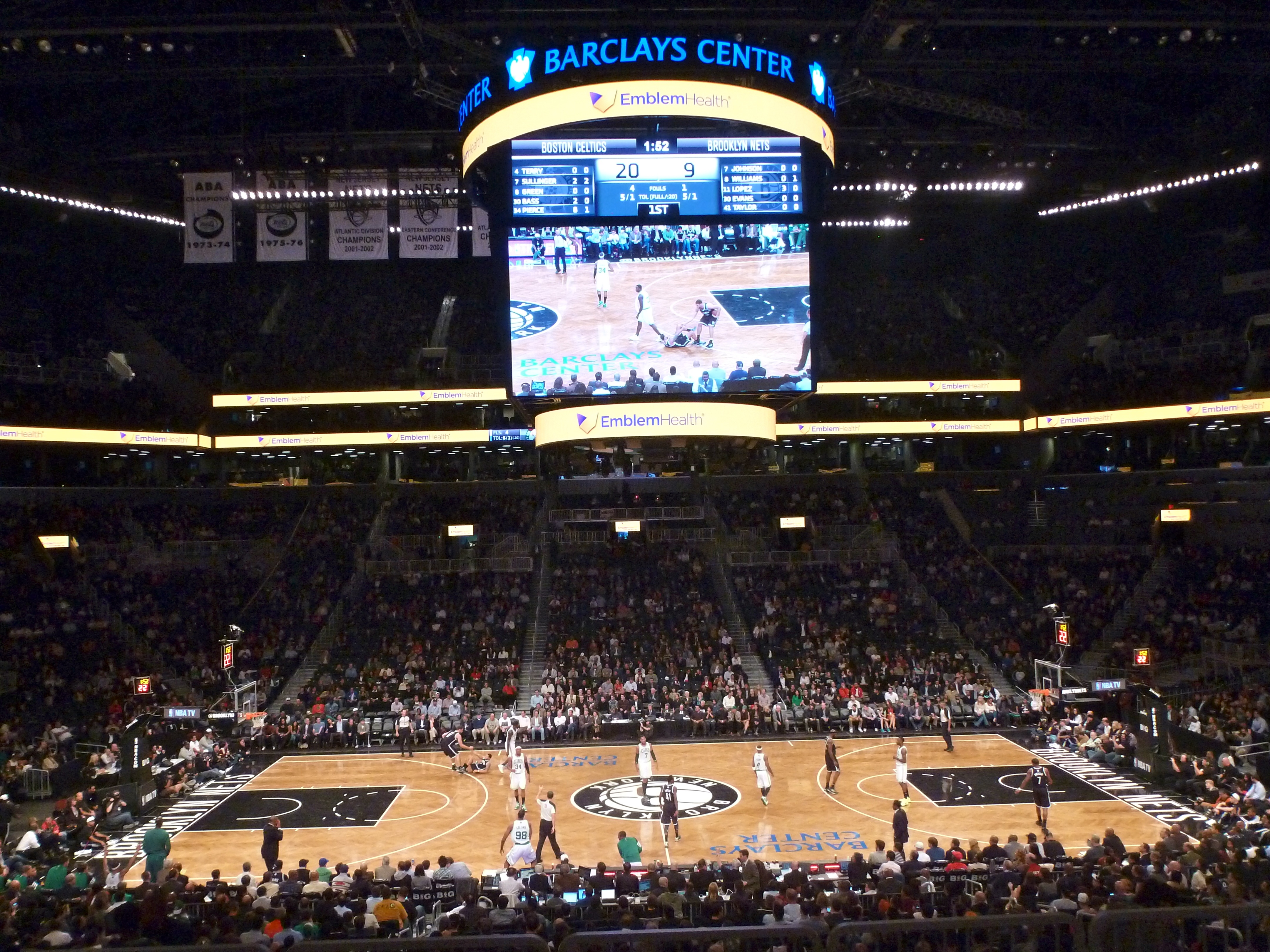
Barclays Center w czasie meczu Brooklyn Nets z Boston Celtics.

- Nassau Veterans Memorial Coliseum (1972–1977)
- Rutgers Athletic Center (1977–1981)
- Brendan T. Byrne Arena / Continental Airlines Arena / Izod Center (1981–2010)
- Prudential Center (2010–2012)
- Barclays Center (2012-obecnie)

## Nagrody i wyróżnienia

### Sezon
MVP sezonu
- Julius Erving – 1974–1976 (ABA)[5]

MVP finałów
- Julius Erving – 1974, 1976 (ABA)[5]

Debiutant roku
- Brian Taylor – 1973 (ABA)[5]
- Buck Williams – 1982
- Derrick Coleman – 1991

J. Walter Kennedy Citizenship Award
- Wayne Ellington – 2016

Menadżer roku
- Rod Thorn – 2002

All-NBA First Team
- Rick Barry – 1971–1972 (ABA)[5]
- Bill Melchionni – 1972 (ABA)[5]
- Julius Erving – 1974–1976 (ABA)[5]
- Jason Kidd – 2002, 2004

All-NBA Second Team
- Brian Taylor – 1975 (ABA)[5]
- Buck Williams – 1983
- Jason Kidd – 2003

All-NBA Third Team
- Dražen Petrović – 1993
- Derrick Coleman – 1993, 1994
- Stephon Marbury – 2000

NBA All-Defensive First Team
- Mike Gale – 1974 (ABA)[11]
- Brian Taylor – 1975–1976 (ABA)[12][13]
- Julius Erving – 1976 (ABA)[13]
- Jason Kidd – 2002, 2006

NBA All-Defensive Second Team
- Buck Williams – 1988
- Jason Kidd – 2003, 2004, 2005, 2007

Pierwsza piątka najlepszych debiutantów
- John Roche – 1972 (ABA)[15]
- Jim Chones – 1973 (ABA)[16]
- Brian Taylor – 1973 (ABA)[16]
- Larry Kenon – 1974 (ABA)[11]
- John Williamson – 1974 (ABA)[11]
- Kim Hughes – 1976 (ABA)[13]
- Bernard King – 1978
- Buck Williams – 1982
- Derrick Coleman 1991
- Keith Van Horn – 1998
- Kenyon Martin – 2001
- Brook Lopez – 2009
- Mason Plumlee – 2014

Druga piątka najlepszych debiutantów
- Chris Morris – 1989
- Kerry Kittles – 1997
- Richard Jefferson – 2002
- Nenad Krstić – 2004
- Marcus Williams – 2007
- MarShon Brooks – 2012
- Bojan Bogdanović – 2015

### All-Star Weekend
Uczestnicy meczu gwiazd

ABA
- Tony Jackson – 1968[18]
- Walter Simon – 1969[19]
- Levern Tart – 1970[20]
- Rick Barry – 1971–1972[15][21]
- Bill Melchionni – 1971–1973[15][16][21]
- Billy Paultz – 1973, 1975[12][16]
- Julius Erving – 1974–1976[11][12][13]
- Larry Kenon – 1974–1975[11][12]
- Brian Taylor – 1975[12][13]

NBA
- Jason Kidd – 2002–2004, 2007–2008
- Buck Williams – 1982–1983, 1986
- Vince Carter – 2005–2007
- Otis Birdsong – 1984
- Micheal Ray Richardson – 1985
- Kenny Anderson – 1994
- Derrick Coleman – 1994
- Jayson Williams – 1998
- Stephon Marbury – 2001
- Kenyon Martin – 2004
- Devin Harris – 2009
- Deron Williams – 2012
- Brook Lopez – 2013
- Joe Johnson – 2014

Uczestnicy Rookie Challenge
- P.J. Brown – 1994
- Kerry Kittles – 1997
- Keith Van Horn – 1998
- Stephen Jackson – 2001
- Kenyon Martin – 2001–2002
- Richard Jefferson – 2003
- Nenad Krstic – 2006
- Marcus Williams – 2007
- Sean Williams – 2008
- Brook Lopez – 2009–2010
- Derrick Favors – 2011
- MarShon Brooks – 2012
- Mason Plumlee – 2014

Trenerzy składów All-Star
- Kevin Loughery – 1975–1976 (ABA)[24][25]
- Byron Scott – 2002 (Wschód)[26]

Zwycięzcy Skills Challenge
- Jason Kidd – 2003

## Statystyczni liderzy ABA/NBA
Liderzy strzelców
- Julius Erving – 1974, 1976 (ABA)[11][13]

Liderzy w asystach
- Bill Melchionni – 1971–1972 (ABA)[15][21]
- Kevin Porter – 1978
- Jason Kidd – 2003–2004

Liderzy w przechwytach
- Brian Taylor – 1975 (ABA)[12]
- Micheal Ray Richardson – 1983, 1985
- Kendall Gill – 1999

Liderzy w blokach
- George Johnson – 1978

Liderzy w skuteczności rzutów z gry
- Mikki Moore – 2007

Liderzy w skuteczności rzutów za 3 punkty
- Brian Taylor – 1976 (ABA)[13]

## Statystyczni liderzy klubu
Pogrubienie – oznacza nadal aktywnego zawodnika występującego w zespole.

Kursywa – oznacza nadal aktywnego zawodnika występującego w innym zespole.

„Nazwisko*” – uwzględnia statystyki z ligi ABA.
Punkty (sezon regularny – stan na koniec rozgrywek 2014/15)
| 1. Buck Williams (10 440) 2. Vince Carter (8 834) 3. Richard Jefferson (8 507) 4. Brook Lopez (7 404) 5. Jason Kidd (7 373) 6. John Williamson* (7 202) 7. Julius Erving* (7 104) 8. Kerry Kittles (7 096) 9. Derrick Coleman (6 930) 10. Chris Morris (6 762) | 11. Mike Gminski (6 415) 12. Billy Paultz* (6 297) 13. Bill Melchionni* (6 230) 14. Otis Birdsong (5 968) 15 Keith Van Horn (5 700) 16. Albert King (5 595) 17. Kendall Gill (4 932) 18. Darwin Cook (4 699) 19. Kenny Anderson (4 655) 20. Deron Williams (4 609) | 21. Kenyon Martin (4 269) 22. Rick Barry* (4 252) 23. Stephon Marbury (3 963) 24. Bernard King (3 901) 25. Brian Taylor* (3 804) 26. Dražen Petrović (3 798) 27. Devin Harris (3 747) 28. Darryl Dawkins (3 687) 29. Walt Simon* (3 634) 30. Armen Gilliam (3 611) |

| Minuty 1. Buck Williams (23 100) 2. Jason Kidd (18 733) 3. Richard Jefferson (17 499) 4. Kerry Kittles (16 686) 5. Bill Melchionni* (15 337) | Zbiórki 1. Buck Williams (7 576) 2. Billy Paultz* (4 544) 3. Derrick Coleman (3 690) 4. Mike Gminski (3 671) 5. Jason Kidd (3 662) | Asysty 1. Jason Kidd (4 620) 2. Bill Melchionni* (3 044) 3. Kenny Anderson (2 363) 4. Deron Williams (2 078) 5. Darwin Cook (1 970) | Przechwyty 1. Jason Kidd (950) 2. Darwin Cook (875) 3. Kerry Kittles (803) 4. Chris Morris (784) 5. Kendall Gill (652) | Bloki 1. George Johnson (863) 2. Brook Lopez (724) 3. Buck Williams (696) 4. Mike Gminski (599) 5. Derrick Coleman (559) |

## Sukcesy
| Tytuł              | Liczba | Rok |
| ------------------ | ------ | --- |
| Mistrz NBA         | 0      | |
| Mistrz Konferencji | 2      | 2002, 2003 |
| Mistrz dywizji     | 4      | 2002, 2003, 2004, 2006 |
| Występy w play-off | 24     | 1979, 1982, 1983, 1984, 1985, 1986, 1992, 1993, 1994, 1998, 2002, 2003, 2004, 2005, 2006, 2007, 2013, 2014, 2015, 2019, 2020, 2021, 2022, 2023 |
| Występy w play-in  | 1      | 2022 |

## Poszczególne sezony
Na podstawie:. Stan na koniec sezonu 2024/25
| Sezon           | Liga | Konferencja | Poz. w konf. | Dywizja  | Poz. w dyw. | Sezon regularny | Sezon regularny | Playoffs |
| Sezon           | Liga | Konferencja | Poz. w konf. | Dywizja  | Poz. w dyw. | Wyg.            | Por.            | Playoffs |
| --------------- | ---- | ----------- | ------------ | -------- | ----------- | --------------- | --------------- | --- |
| New York Nets   |      |             |              |          |             |                 |                 | |
| 1976/77         | NBA  | Wschodnia   | 11           | Atlantic | 5           | 22              | 60              | |
| New Jersey Nets |      |             |              |          |             |                 |                 | |
| 1977/78         | NBA  | Wschodnia   | 11           | Atlantic | 5           | 24              | 58              | |
| 1978/79         | NBA  | Wschodnia   | 6            | Atlantic | 3           | 37              | 45              | Porażka w 1. rundzie z Philadelphia 76ers (0-2) |
| 1979/80         | NBA  | Wschodnia   | 10           | Atlantic | 5           | 34              | 48              | |
| 1980/81         | NBA  | Wschodnia   | 10           | Atlantic | 5           | 24              | 58              | |
| 1981/82         | NBA  | Wschodnia   | 4            | Atlantic | 3           | 44              | 38              | Porażka w 1. rundzie z Washington Bullets (0-2) |
| 1982/83         | NBA  | Wschodnia   | 4            | Atlantic | 3           | 49              | 33              | Porażka w 1. rundzie z New York Knicks (0-2) |
| 1983/84         | NBA  | Wschodnia   | 6            | Atlantic | 4           | 45              | 37              | Wygrana w 1. rundzie z Philadelphia 76ers (3-2) Porażka w półfinale Konf. z Milwaukee Bucks (2-4)                                                                                             |
| 1984/85         | NBA  | Wschodnia   | 5            | Atlantic | 3           | 42              | 40              | Porażka w 1. rundzie z Detroit Pistons (0-3) |
| 1985/86         | NBA  | Wschodnia   | 7            | Atlantic | 3           | 39              | 43              | Porażka w 1. rundzie z Milwaukee Bucks (0-3) |
| 1986/87         | NBA  | Wschodnia   | 10           | Atlantic | 4           | 24              | 58              | |
| 1987/88         | NBA  | Wschodnia   | 11           | Atlantic | 5           | 19              | 63              | |
| 1988/89         | NBA  | Wschodnia   | 11           | Atlantic | 5           | 26              | 56              | |
| 1989/90         | NBA  | Wschodnia   | 13           | Atlantic | 6           | 17              | 65              | |
| 1990/91         | NBA  | Wschodnia   | 11           | Atlantic | 5           | 26              | 56              | |
| 1991/92         | NBA  | Wschodnia   | 6            | Atlantic | 3           | 40              | 42              | Porażka w 1. rundzie z Cleveland Cavaliers (1-3) |
| 1992/93         | NBA  | Wschodnia   | 6            | Atlantic | 3           | 43              | 39              | Porażka w 1. rundzie z Cleveland Cavaliers (2-3) |
| 1993/94         | NBA  | Wschodnia   | 7            | Atlantic | 3           | 45              | 37              | Porażka w 1. rundzie z New York Knicks (1-3) |
| 1994/95         | NBA  | Wschodnia   | 11           | Atlantic | 5           | 30              | 52              | |
| 1995/96         | NBA  | Wschodnia   | 12           | Atlantic | 6           | 30              | 52              | |
| 1996/97         | NBA  | Wschodnia   | 13           | Atlantic | 5           | 26              | 56              | |
| 1997/98         | NBA  | Wschodnia   | 8            | Atlantic | 3           | 43              | 39              | Porażka w 1. rundzie z Chicago Bulls (0-3) |
| 1998/99         | NBA  | Wschodnia   | 14           | Atlantic | 7           | 16              | 34              | |
| 1999/00         | NBA  | Wschodnia   | 12           | Atlantic | 6           | 31              | 51              | |
| 2000/01         | NBA  | Wschodnia   | 12           | Atlantic | 6           | 26              | 56              | |
| 2001/02         | NBA  | Wschodnia   | 1            | Atlantic | 1           | 52              | 30              | Wygrana w 1. rundzie z Indiana Pacers (3-2) Wygrana w półfinale Konf. z Charlotte Hornets (4-1) Wygrana w finale Konf. z Boston Celtics (4-2) Porażka w finale NBA z Los Angeles Lakers (0-4) |
| 2002/03         | NBA  | Wschodnia   | 2            | Atlantic | 1           | 49              | 33              | Wygrana w 1. rundzie z Milwaukee Bucks (4-2) Wygrana w półfinale Konf. z Boston Celtics (4-0) Wygrana w finale Konf. z Detroit Pistons (4-0) Porażka w finale NBA z San Antonio Spurs (2-4)   |
| 2003/04         | NBA  | Wschodnia   | 2            | Atlantic | 1           | 47              | 35              | Wygrana w 1. rundzie z New York Knicks (4-0) Porażka w półfinale Konf. z Detroit Pistons (3-4)                                                                                                |
| 2004/05         | NBA  | Wschodnia   | 8            | Atlantic | 3           | 42              | 40              | Porażka w 1. rundzie z Miami Heat (0-4) |
| 2005/06         | NBA  | Wschodnia   | 3            | Atlantic | 1           | 49              | 33              | Wygrana w 1. rundzie z Indiana Pacers (4-2) Porażka w pół. Konf. z Miami Heat (1-4) |
| 2006/07         | NBA  | Wschodnia   | 6            | Atlantic | 2           | 41              | 41              | Wygrana w 1. rundzie z Toronto Raptors (4-2) Porażka w półfinale Konf. z Cleveland Cavaliers (2-4)                                                                                            |
| 2007/08         | NBA  | Wschodnia   | 10           | Atlantic | 4           | 34              | 48              | |
| 2008/09         | NBA  | Wschodnia   | 11           | Atlantic | 3           | 34              | 48              | |
| 2009/10         | NBA  | Wschodnia   | 15           | Atlantic | 5           | 12              | 70              | |
| 2010/11         | NBA  | Wschodnia   | 12           | Atlantic | 4           | 24              | 58              | |
| 2011/12         | NBA  | Wschodnia   | 12           | Atlantic | 5           | 22              | 44              | |
| Brooklyn Nets   |      |             |              |          |             |                 |                 | |
| 2012/13         | NBA  | Wschodnia   | 4            | Atlantic | 2           | 49              | 33              | Porażka w 1. rundzie z Chicago Bulls (3-4) |
| 2013/14         | NBA  | Wschodnia   | 6            | Atlantic | 2           | 44              | 38              | Wygrana w 1. rundzie z Toronto Raptors (4-3) Porażka w półfinale Konf. z Miami Heat (1-4) |
| 2014/15         | NBA  | Wschodnia   | 8            | Atlantic | 3           | 38              | 44              | Porażka w 1. rundzie z Atlanta Hawks (2-4) |
| 2015/16         | NBA  | Wschodnia   | 14           | Atlantic | 4           | 21              | 61              | |
| 2016/17         | NBA  | Wschodnia   | 15           | Atlantic | 5           | 20              | 62              | |
| 2017/18         | NBA  | Wschodnia   | 12           | Atlantic | 5           | 28              | 54              | |
| 2018/19         | NBA  | Wschodnia   | 6            | Atlantic | 4           | 42              | 40              | Porażka w 1. rundzie z Philadelphia 76ers (1-4) |
| 2019/20         | NBA  | Wschodnia   | 7            | Atlantic | 4           | 35              | 37              | Porażka w 1. rundzie z Toronto Raptors (0-4) |
| 2020/21         | NBA  | Wschodnia   | 2            | Atlantic | 2           | 48              | 24              | Wygrana w 1. rundzie z Boston Celtics (4-1) Porażka w półfinale Konf. z Milwaukee Bucks (3-4)                                                                                                 |
| 2021/22         | NBA  | Wschodnia   | 7 / 7        | Atlantic | 4           | 44              | 38              | Play in Wygrana w meczu 7-8 o 7 w playoff z Cleveland Cavaliers Play-off Porażka w 1. rundzie z Boston Celtics (0-4)                                                                          |
| 2022/23         | NBA  | Wschodnia   | 6            | Atlantic | 4           | 45              | 37              | Porażka w 1. rundzie z Philadelphia 76ers (0-4) |
| 2023/24         | NBA  | Wschodnia   | 11           | Atlantic | 4           | 32              | 50              | |
| 2024/25         | NBA  | Wschodnia   | 12           | Atlantic | 4           | 26              | 56              | |